# Europameisterschaften im Gewichtheben 1984
Die 63. Europameisterschaften im Gewichtheben der Männer fanden vom 26. April bis 1. Mai 1984 im spanischen Vitoria-Gasteiz statt, an der 150 Aktive aus 26 Ländern teilnahmen.

## Ergebnisse

### Klasse bis 52 kg (Fliegengewicht)
Freitag: 27. April 1984
| Disziplin | Gold            | Gold         | Silber          | Silber   | Bronze         | Bronze   |
| --------- | --------------- | ------------ | --------------- | -------- | -------------- | -------- |
| Reißen    | Bernard Piekorz | 110,0 kg 000 | Jacek Gutowski  | 110,0 kg | Neno Tersijski | 110,0 kg |
| Stoßen    | Neno Tersijski  | 152,5 kg     | Bernard Piekorz | 132,5 kg | Jacek Gutowski | 132,5 kg |
| Zweikampf | Neno Tersijski  | 262,5 kg     | Bernard Piekorz | 242,5 kg | Jacek Gutowski | 242,5 kg |

### Klasse bis 56 kg (Bantamgewicht)
Freitag: 27. April 1984
| Disziplin | Gold            | Gold         | Silber         | Silber   | Bronze          | Bronze   |
| --------- | --------------- | ------------ | -------------- | -------- | --------------- | -------- |
| Reißen    | Naum Sulejmanow | 130,0 kg 000 | Frank Mavius   | 120,0 kg | Gheorghe Maftei | 115,0 kg |
| Stoßen    | Naum Sulejmanow | 167,5 kg 000 | Oksen Mirsojan | 165,0 kg | Frank Mavius    | 147,5 kg |
| Zweikampf | Naum Sulejmanow | 297,5 kg     | Frank Mavius   | 267,5 kg | Gheorghe Maftei | 260,0 kg |

- Oksen Mirsojan verbesserte im Stoßen den Weltrekord auf 165,5 kg, aber auf Grund der 2,5-Kilogramm-Regel gingen 165,0 kg in die Wertung ein. Naum Sulejmanow steigerte danach den Weltrekord auf 168,0 kg , wobei 167,5 kg in die Wertung eingingen.

### Klasse bis 60 kg (Federgewicht)
Samstag: 28. April 1984
| Disziplin | Gold            | Gold         | Silber          | Silber       | Bronze               | Bronze   |
| --------- | --------------- | ------------ | --------------- | ------------ | -------------------- | -------- |
| Reißen    | Jurik Sarkisjan | 137,5 kg 000 | Stefan Topurow  | 137,5 kg     | Anton Kodschabaschew | 135,0 kg |
| Stoßen    | Stefan Topurow  | 177,5 kg 000 | Jurik Sarkisjan | 175,0 kg 000 | Anton Kodschabaschew | 172,5 kg |
| Zweikampf | Stefan Topurow  | 315,0 kg     | Jurik Sarkisjan | 312,5 kg 000 | Anton Kodschabaschew | 307,5 kg |

### Klasse bis 67,5 kg (Leichtgewicht)
Samstag: 28. April 1984
| Disziplin | Gold               | Gold     | Silber        | Silber   | Bronze            | Bronze   |
| --------- | ------------------ | -------- | ------------- | -------- | ----------------- | -------- |
| Reißen    | Wladimir Gratschew | 152,5 kg | Jouni Grönman | 140,0 kg | Mirosław Chlebosz | 140,0 kg |
| Stoßen    | Georgi Petrikow    | 185,0 kg | Jouni Grönman | 175,0 kg | Mirosław Chlebosz | 170,0 kg |
| Zweikampf | Georgi Petrikow    | 325,0 kg | Jouni Grönman | 315,0 kg | Mirosław Chlebosz | 310,0 kg |

### Klasse bis 75 kg (Mittelgewicht)
Sonntag: 29. April 1984
| Disziplin | Gold                | Gold     | Silber                 | Silber   | Bronze              | Bronze   |
| --------- | ------------------- | -------- | ---------------------- | -------- | ------------------- | -------- |
| Reißen    | Wladimir Kusnezow   | 165,0 kg | Sdrawko Stoitschkow    | 165,0 kg | Alexander Warbanow  | 160,0 kg |
| Stoßen    | Alexander Warbanow  | 207,5 kg | Karl-Heinz Radschinsky | 205,0 kg | Sdrawko Stoitschkow | 205,0 kg |
| Zweikampf | Sdrawko Stoitschkow | 370,0 kg | Alexander Warbanow     | 367,5 kg | Wladimir Kusnezow   | 367,5 kg |

### Klasse bis 82,5 kg (Leichtschwergewicht)
Sonntag: 29. April 1984
| Disziplin | Gold             | Gold     | Silber          | Silber   | Bronze           | Bronze   |
| --------- | ---------------- | -------- | --------------- | -------- | ---------------- | -------- |
| Reißen    | Anatoli Chrapaty | 175,0 kg | Assen Slatew    | 175,0 kg | Jurik Wardanjan  | 172,5 kg |
| Stoßen    | Jurik Wardanjan  | 220,0 kg | Assen Slatew    | 220,0 kg | Anatoli Chrapaty | 215,0 kg |
| Zweikampf | Assen Slatew     | 395,0 kg | Jurik Wardanjan | 392,5 kg | Anatoli Chrapaty | 390,0 kg |

### Klasse bis 90 kg (Mittelschwergewicht)
Montag: 30. April 1984
| Disziplin | Gold           | Gold         | Silber         | Silber   | Bronze             | Bronze   |
| --------- | -------------- | ------------ | -------------- | -------- | ------------------ | -------- |
| Reißen    | Blagoj Blagoew | 192,5 kg 000 | Wiktor Solodow | 187,5 kg | Andrzej Piotrowski | 172,5 kg |
| Stoßen    | Wiktor Solodow | 232,5 kg     | Blagoj Blagoew | 225,0 kg | Lubomír Vymazal    | 217,5 kg |
| Zweikampf | Wiktor Solodow | 420,0 kg     | Blagoj Blagoew | 417,5 kg | Andrzej Piotrowski | 382,5 kg |

### Klasse bis 100 kg (1. Schwergewicht)
Montag: 30. April 1984
| Disziplin | Gold           | Gold     | Silber         | Silber   | Bronze        | Bronze   |
| --------- | -------------- | -------- | -------------- | -------- | ------------- | -------- |
| Reißen    | Pawel Kusnezow | 182,5 kg | András Hlavati | 180,0 kg | Miloš Čiernik | 175,0 kg |
| Stoßen    | Pawel Kusnezow | 217,5 kg | Miloš Čiernik  | 215,0 kg | Ingobert Kind | 215,0 kg |
| Zweikampf | Pawel Kusnezow | 400,0 kg | Miloš Čiernik  | 390,0 kg | Ingobert Kind | 377,5 kg |

### Klasse bis 110 kg (2. Schwergewicht)
Dienstag: 1. Mai 1984
| Disziplin | Gold               | Gold     | Silber              | Silber   | Bronze              | Bronze   |
| --------- | ------------------ | -------- | ------------------- | -------- | ------------------- | -------- |
| Reißen    | Juri Sacharewitsch | 190,0 kg | Norberto Oberburger | 180,0 kg | Ota Zaremba         | 177,5 kg |
| Stoßen    | Juri Sacharewitsch | 225,0 kg | René Wyßuwa         | 225,0 kg | Norberto Oberburger | 220,0 kg |
| Zweikampf | Juri Sacharewitsch | 415,0 kg | Norberto Oberburger | 400,0 kg | René Wyßuwa         | 395,0 kg |

### Klasse über 110 kg (Superschwergewicht)
Dienstag: 1. Mai 1984
| Disziplin | Gold               | Gold     | Silber          | Silber   | Bronze             | Bronze   |
| --------- | ------------------ | -------- | --------------- | -------- | ------------------ | -------- |
| Reißen    | Anatolij Pysarenko | 200,0 kg | Antonio Krastew | 195,0 kg | Robert Skolimowski | 192,5 kg |
| Stoßen    | Anatolij Pysarenko | 250,0 kg | Antonio Krastew | 250,0 kg | Senno Salzwedel    | 237,5 kg |
| Zweikampf | Anatolij Pysarenko | 450,0 kg | Antonio Krastew | 445,0 kg | Senno Salzwedel    | 422,5 kg |